# Zar (Panzerkampfwagen)
Der Zar war ein Prototyp eines Panzerkampfwagens der russischen Armee, der während des Ersten Weltkriegs entwickelt wurde.
Das Konzept des Zaren unterschied sich grundlegend von den Entwürfen gepanzerter Fahrzeuge in anderen Ländern. Anstelle von Gleisketten oder gewöhnlichen Rädern verfügte das Kampffahrzeug über ein Paar neun Meter hoher vorderer Speichenräder, jedes einzeln angetrieben von je einem separaten 240-PS-Motor. Die übergroßen Räder sollten das Überwinden von Gräben und anderen Hindernissen ermöglichen. Das Doppelhinterrad, welches der Lenkung diente, war mit etwa anderthalb Metern Höhe wesentlich kleiner.

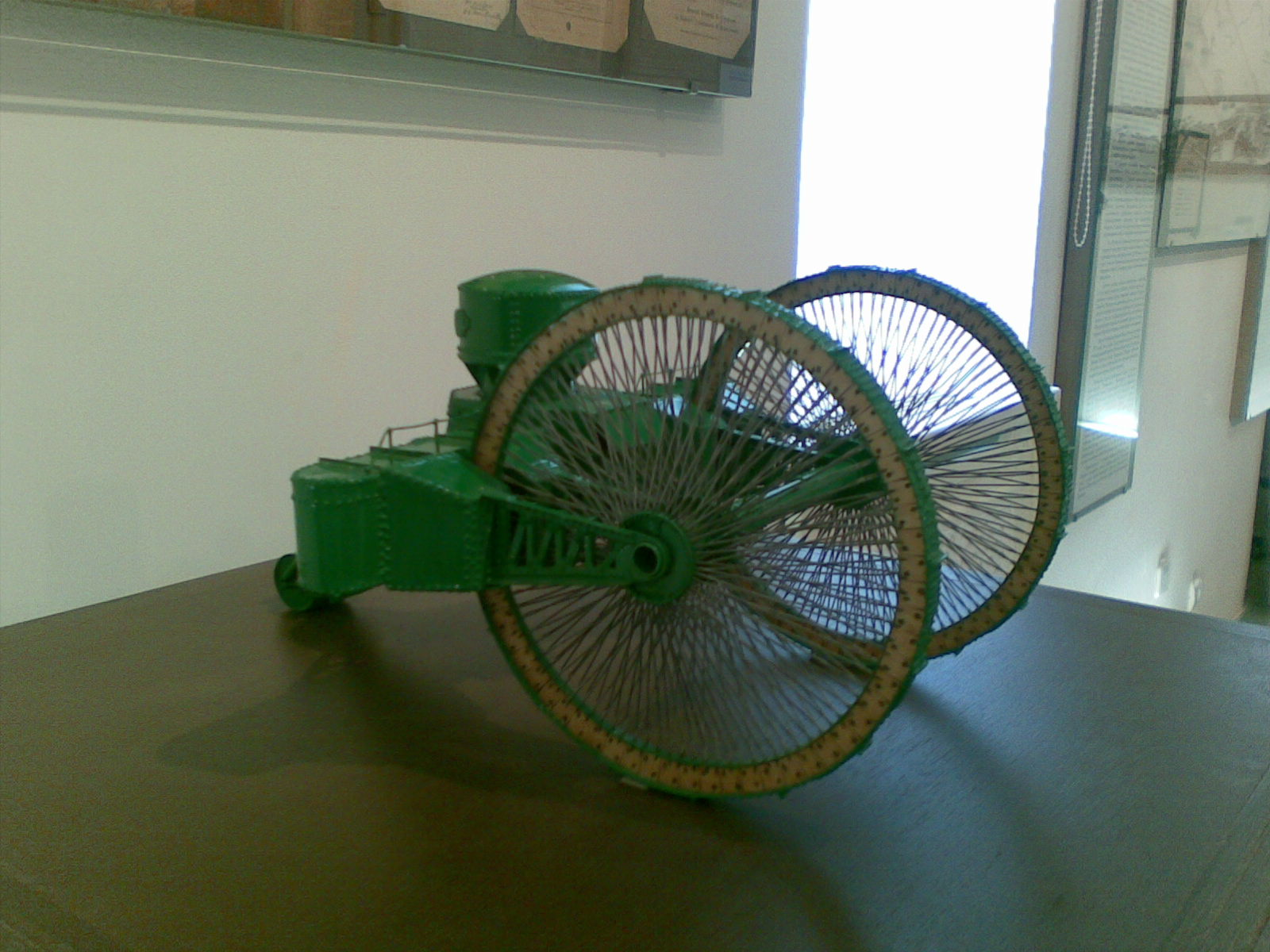
Modell

Die Lenkeinrichtung und Teile der Bewaffnung befanden sich in einem länglichen, quer angeordneten Kampfraum von zwölf Metern Breite auf Höhe der Vorderachse. Auf dem Kampfraum war ein 2,5 Meter hoher Geschützturm montiert.
Ein einziges Fahrzeug des Zaren wurde 1915 fertiggestellt und erprobt. Dabei stellte sich heraus, dass das Fahrzeug die Erwartungen an die Geländegängigkeit nicht erfüllen konnte. Das kleine Heckrad neigte dazu, in weichem Boden steckenzubleiben, und die angetriebenen großen Vorderräder reichten nicht aus, den festgefahrenen Panzer wieder zu befreien. Zudem war das Fahrzeug schwer manövrierbar und die hohen Vorderräder wären im Kampfeinsatz zu empfindlich gegen Beschuss gewesen.
Daher wurde das Projekt 1916 eingestellt und keine weiteren Exemplare gebaut. Der während der Erprobung beschädigte und immobilisierte Prototyp wurde nicht repariert und 1923 verschrottet.